# Ōzu
Ōzu (jap. 大洲市 Ōzu-shi) – miasto w Japonii, na wyspie Sikoku, w prefekturze Ehime.
Miasto otrzymało prawa miejskie 1 września 1954 roku. 11 stycznia 2005 roku teren miasta powiększył się o miasteczka: Hijikawa, Nagahama i wieś Kawabe w powiecie Kita.
Na terenie miasta znajduje się zamek Ōzu, odbudowany w 2004 roku.

## Położenie
Miasto leży we wschodniej części prefektury nad Morzem Wewnętrznym Seto. Graniczy z:
- Seiyo
- Yawatahama
- Iyo
- Uchiko

## Populacja
Zmiany w populacji Ōzu w latach 1970–2015:
| Rok  | Populacja |
| ---- | --------- |
| 1970 | 58 755    |
| 1975 | 56 996    |
| 1980 | 57 014    |
| 1985 | 57 263    |
| 1990 | 55 766    |
| 1995 | 53 850    |
| 2000 | 52 762    |
| 2005 | 50 786    |
| 2010 | 47 157    |
| 2015 | 44 131    |